# Klaudijus Stanionis
Klaudijus Stanionis (* 22. Januar 1951 in Kaunas) ist ein litauischer Manager und Politiker.

## Leben
Nach dem Abitur 1968 an der Salomėja Nėris-Mittelschule Kaunas absolvierte Stanionis 1973 das Diplomstudium als Elektroingenieur am Kauno politechnikos institutas.
Von 1973 bis 1991 arbeitete er am Institut für physikalisch-technische Probleme der Energiewirtschaft als wissenschaftlicher Mitarbeiter und von 1991 bis 1993 als Leiter der Unterabteilung in der Stadtverwaltung Kaunas. Von 1991 bis 1995 war er Vorstandsmitglied von Kaunas. Von 1993 bis 1994 war er Berater von NIZW-Gemeinden und von 1997 bis 1998 im Jugendzentrum Klaipėda. Von 1999 bis 2008 arbeitete er in der Abteilung Kaunas bei SoDra in der Sozialversicherung. Von 2008 bis 2009 war er Vizeminister am Sozialministerium Litauens.
Seit November 2010 leitet er die Kommission für Streitigkeiten am Sozialschutz- und Arbeitsministerium Litauens.
Er ist verheiratet. Mit seiner Frau Tolema Stanionis hat er die Töchter Lina und Rasa.